# Azrael (Comicserie)

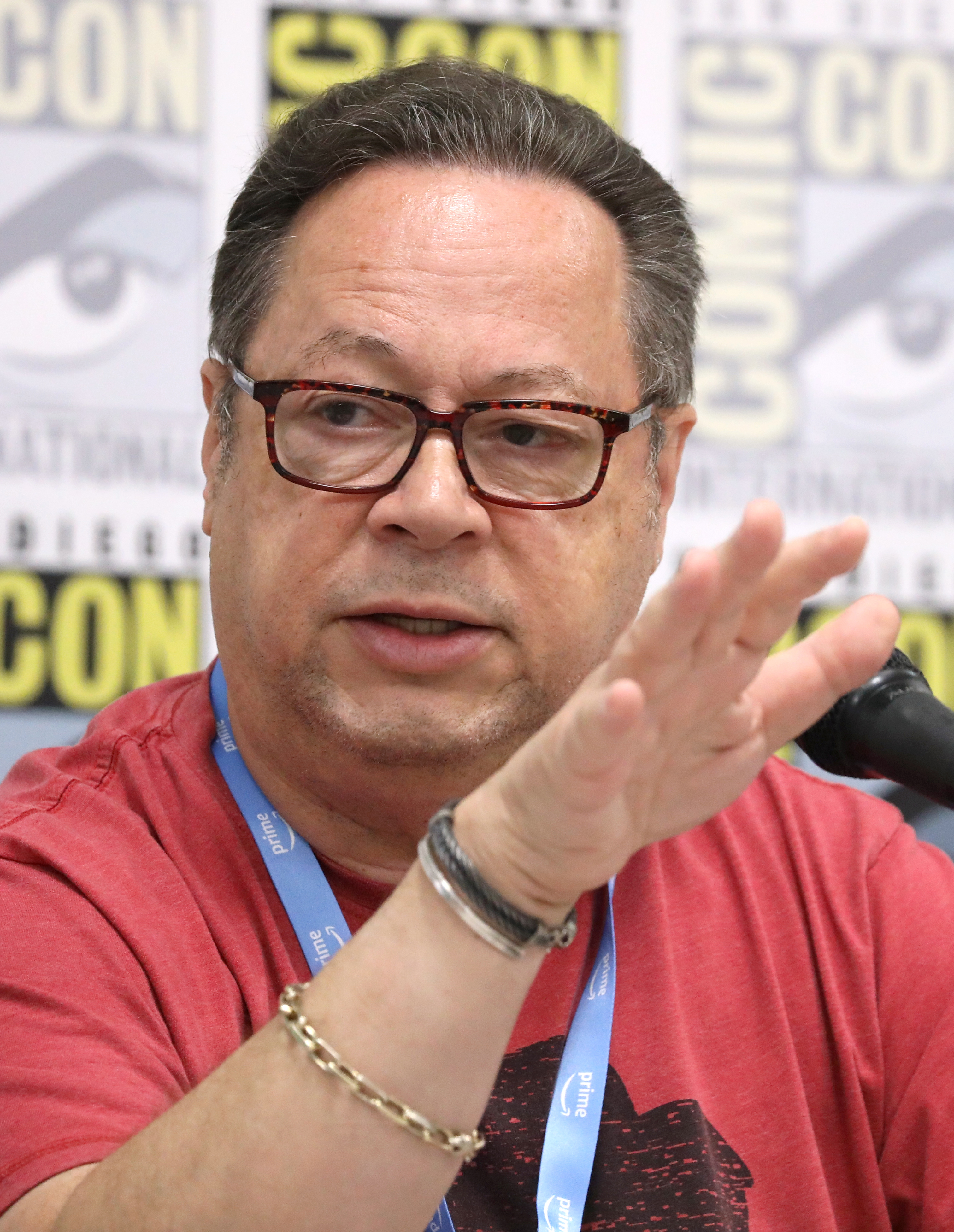
Der Zeichner Joe Quesada

Azrael war der Titel einer Comicserie, die zwischen 1995 und 2003 von dem US-amerikanischen Verlag DC-Comics veröffentlicht wurde. Die Serie brachte es auf insgesamt 100 Ausgaben, zuzüglich einiger Specials, und ist im Zwischenbereich der Genres des Abenteuercomics und des Mysterycomics angesiedelt.
Der Grundstein für die Serie wurde 1992 mit der in sich geschlossenen Miniserie Sword of Azrael gelegt, an die die 1995 gestartete fortlaufende Serie nahezu nahtlos anknüpfte. Diese wurde von Dennis O’Neil verfasst und von Joe Quesada gezeichnet. Während Queseda nach Sword of Azrael aus der Serie ausstieg, blieb O’Neil der Reihe bis zu ihrem Abschluss mit Azrael #100 treu. Quesedas Aufgabe als Zeichner wurde in der fortlaufenden Azrael-Serie schließlich von Künstlern wie Bary Kitson und Roger Robinson übernommen.

## Handlung
Die Serie handelt von den Erlebnissen des jungen Informatikstudenten Jean Paul Valley in seiner Doppelidentität als Racheengel Azrael. Azrael ist aber – obwohl er den Namen des rächenden Engels der islamischen Mystik aufgreift und sich selbst gelegentlich als Engel bezeichnet – eigentlich kein Engel, sondern eher eine Art moderner Schwertritter, der Attribute der Blütezeit des Rittertums (Schwert und Rüstung, Kreuzzugsgedanken) mit den Errungenschaften der modernen Technologie verbindet.
Zu Beginn von Sword of Azrael wird Azrael als der loyale „Vollstrecker“ des Ordens von Sankt Dumas, eines mittelalterlichen Ritterordens der im Geheimen bis in die Gegenwart überlebt hat, und im 20. Jahrhundert eher finsteren Machenschaften nachgeht, vorgestellt. Azraels Aufgabe als Vollstrecker besteht im Wesentlichen darin, die Feinde des Ordens zu beseitigen und andere Aufträge der Ordensführung auszuführen. Zu Beginn des ersten Azrael-Abenteuers steckt noch Ludovic Valley, der Vater Jean Pauls, unter dem Helm des Racheengels, der bei einer Auseinandersetzung mit dem abtrünnigen Ordensbruder Charlton LeHah tödlich verwundet, im Sterben liegend seinem Sohn die Azrael-Rolle und -Ausrüstung (eine Rüstung die mit kugelsicherem Kevlar gefüttert ist, ein das Gesicht verbergenden Helm mit Mönchskapuze und ein „flammendes Racheschwert“) übergibt.
Mit Hilfe des trollähnlichen Nomoz findet sich Jean Paul schließlich in seine Rolle als Azrael hinein und übt Vergeltung an LeHah. Im weiteren Verlauf der Serie kommt Azrael allmählich den fragwürdigen Machenschaften des Ordens auf die Spur und wendet sich erst von diesem ab um zuletzt offen gegen diesen vorzugehen. Gemeinsam mit Nomoz, der ehemaligen Ordensschwester Lilhy und dem alkoholkranken Anwalt Brian Bryan gelingt es ihm schließlich in den ersten dreißig Ausgaben der Serie, den Orden von Dumas Schritt für Schritt zu zerschlagen und dessen Führer, den fanatischen Bruder Rollo zu besiegen.
Das zweite Drittel der Serie befasst sich schließlich mit diversen Abenteuern, die im Stil einer Agentenserie gehalten sind: Im Auftrag des philanthropischen Milliardärs Bruce Wayne bringt Azrael Kriminelle wie den Terroristen Bane oder den korrupten Musiker Nicholas Scratch zur Strecke und betätigt sich nebenbei als „Beschützer der Armen und Unschuldigen“, die seinen Weg kreuzen: So hilft er einem kleinen Jungen dessen verschwundenen Vater zu finden und beschützt die Bewohner eines Slums vor dem mordenden Kannibalen Calibax. Daneben erlebt er Abenteuer mit dem Auftragsmörder Tommy Monhagan und begegnet dem arabischen Weltverbesserer Ra’s al Ghul.
Das letzte Drittel der Serie ist schließlich sehr esoterisch: Auf der Suche nach seinem wahren Ich bereist Azrael die verschiedensten Teile der Welt, macht meditative Erfahrungen und versucht mit Hilfe der Ärztin Leslie Thompkins und des stummen Mechanikers Harold Allnut die Traumata seiner Vergangenheit zu bewältigen. In der Ausgabe #100 stirbt Azrael scheinbar im Kampf mit dem zurückgekehrten LeHah und Nicholas Scratch, die ihn erschießen. Da der sterbende Azrael jedoch in eine Schlucht stürzt und sein Leichnam am Ende der Geschichte verschwunden bleibt, bleibt die Möglichkeit einer "Wiederbelebung" und damit die Möglichkeit einer Fortsetzung der Serie erhalten.
Jean Paul als Azrael kehrt ins neue DC-Universum nach dem Flashpoint im Rahmen der Serie Batman & Robin Eternal zurück.
Er besitzt eine ähnliche Herkunftsgeschichte, nur wurde sie leicht verändert.

## Nebenfiguren

### Lilhy
Schwester Lilhy ist eine ehemalige Nonne des Ordens von Sankt Dumas. Lilhy, debütierte in Azrael #1 vom Februar 1995 (Autor: Denny O’Neil, Zeichner: Kitson), in der sie als eine abtrünnige Ordensschwester von Sanct Dumas vorgestellt wird, die schließlich gegen den Orden rebelliert und Azrael bei seiner Zerschlagung unterstützt. In den #30er und #40er Ausgaben der Serie unterstützt sie Azrael weiterhin und hilft ihm einige Abenteuer zu bestehen. Schließlich wendet Lilhy sich im späteren Verlauf der Serie gegen Azrael: Sie erhebt Anspruch auf die verbliebenen Reichtümer des Ordens und versucht ihn unter ihrer eigenen Führung neu zu gründen. Nachdem Jean Paul Valley sich ihr als Gefährte verweigert, rekrutiert sie einen neuen Azrael, den sie gegen ihn in den Kampf schickt. In den letzten Ausgaben der Serie geht Lilhy ein Bündnis mit Azraels Erzfeind LeHah ein, den sie mit der Spezialmunition ausstattet mit deren Hilfe es ihm allem Anschein nach am Ende der Ausgabe gelingt, Azrael zu töten.

### Nomoz
Nomoz (griechisch nomos: „Recht“) ist ein zwergwüchsiger Mann der einem Troll ähnelt. Nomoz diente dem Orden von Sankt Dumas ursprünglich als Ausbilder der Racheengel, d. h. Attentäter, die die Feinde des Ordens bekämpfen sollen. Er debütierte in Sword of Azrael #1 von 1992 (Autor: O’Neil, Zeichner: Queseda). Nach dem Tod von Jean Paul Valleys Vater weihte Nomoz den jungen Mann in die Geheimnisse des Systems, einer latenten hypnotischen Programmierung ein, über die dieser seit seiner Geburt verfügte. Nach der Aktivierung des Systems verfügte Valley schließlich über die Fertigkeiten, die es ihm ermöglichten, zu Azrael zu werden. Nachdem Azrael sich von Sankt Dumas losgesagt hatte, schloss sich Nomoz ihm im Kampf gegen den Orden und seine Anführer an. Gemeinsam mit Lilhy und Brian Bryan zerschlugen sie den Orden von Sankt Dumas und unterstützte ihn auch bei einigen seiner späteren Abenteuer wie der Jagd auf den Terroristen Bane oder dem Einbruch in eine Irrenanstalt (vorübergehender Stimmverlust).

## Gegner

### Abattoir
Abattoir (engl. „Schlachthaus“), eigentlich Arnold Etchison, ist ein geisteskranker Serienkiller, der von der Vorstellung besessen ist, dass ihm der Verzehr des Knochenmarks seiner Verwandten Unsterblichkeit verleiht. Aus diesem Grund jagt und ermordet er systematisch alle Angehörigen seiner Familie. Die Figur trat erstmals in Detective Comics #625 vom Januar 1991 auf (Autor: Marv Wolfman, Zeichner: Norm Breyfogle).
Bei seinem ersten Auftritt wird Arnold Etchison als Spross einer reichen Familie aus Gotham City vorgestellt. Man erfährt, dass er bereits in jungen Jahren zu der Überzeugung gelangte, dass seine Familie von Grund auf böse sei und dass die deswegen ausgelöscht werden muss. Gleichzeitig ist er von der Idee besessen, durch den Verzehr des Knochenmarks der Getöteten ihre Lebenskraft in sich aufnehmen zu können. Als sein Onkel Henry Etchison, den er für das verworfenste Mitglied seiner Familie hält, für das Amt des Bürgermeisters von Gotham City kandidiert, verliert Arnold Etchison die Kontrolle über seine bis dahin unterdrückten Wahnvorstellungen und beginnt, die Angehörigen seiner Familie systematisch zu ermorden: Wegen der Brutalität, die er dabei an den Tag legt, geben die ermittelnden Polizeibeamten ihm den Spitznamen Abattoir, das „Schlachthaus“. Erst durch das Eingreifen von Batman kann Abattoirs Mordserie beendet werden, der zuvor insgesamt sechsundzwanzig Menschen zum Opfer gefallen sind. Etchison wird anschließend ins Arkham Asylum eingewiesen, der Nervenheilanstalt von Gotham City (Detective Comics #626, 1991).
Nach einem Terroranschlag auf das Arkham Asylum gelingt es Abattoir zu entkommen (Batman #491). Da zu dieser Zeit nur noch drei von Etchisons Verwandten am Leben sind, von denen sich sein inhaftierter Onkel Henry Etchison und eine Cousine außerhalb seiner Reichweite befinden, wendet Arnold sich dem einzigen Opfer zu, das greifbar ist: sein Cousin Graham Etchison, ein Pädagoge und Jugendarbeiter (Batman #505, 1994). Nachdem ein erster Anschlag auf Graham Etchison durch das Eingreifen Azraels, der zu dieser Zeit als Ersatz-Batman (AzBat) unterwegs ist, scheitert, lässt Abattoir seinen Cousin von den Schurken Clayface III und Clayface IV kidnappen und an sich übergeben, die er durch die Entführung ihres gemeinsamen Sohnes Cassius dazu gezwungen hat. Während des Austausches von Cassius und Graham Etchison greift AzBat ein: Es gelingt ihm beide Clayfaces zu besiegen und zu verhaften. Abattoir kann derweil jedoch mit seinem Opfer entkommen (Shadow of the Bat #26-27, 1994). Azrael kann Abattoir schließlich ausfindig machen: Bei der Verfolgungsjagd flieht dieser in eine Eisengießerei, wo er durch den Sturz in einen Schmelztiegel seinen Tod findet. Da er Graham Etchison zuvor bereits an einem unbekannten Ort versteckt hat, um ihn dort durch eine Foltermaschine langsam zu Tode quälen zu lassen, kann dieser nur noch tot aufgefunden werden (Batman #508 und Shadow of the Bat #28, 1994). Bruce Wayne, der Jean Paul Valley aufgrund seines Versagens, Abattoir lebend zu fassen auch für Etchisons Tod verantwortlich macht, nimmt dieses Ereignis zum Anlass die Batman-Identität von Valley/Azrael zurückzufordern, weil dieser seinem Schwur Menschenleben um jeden Preis zu retten nicht gerecht geworden ist.
Valley kehrt bald darauf zu seiner Identität als Azrael zurück. Abattoir kehrt später noch zweimal zurück: Einmal als Geist, der eine entfernte Cousine, die gerade schwanger ist, heimsucht und quält, in der Hoffnung den Körper ihres Babys in Besitz nehmen zu können, um so in die Welt der lebenden zurückkehren zu können (Batman Annual #17, 1997). Und später ein zweites Mal als einer von mehreren toten Batman-Schurken, die als Zombies wieder auferstehen, um Gotham City kurzzeitig erneut heimzusuchen. Abattoir versucht bei dieser Gelegenheit Gothams Polizeichef James Gordon und seine Tochter Barbara zu ermorden (Batman: Darkes Night #1, 2009).

### Brother Rollo
Brother Rollo ist der Führer des Ordens von Sankt Dumas. Azrael begegnet ihm erstmals in Azrael #2 vom März 1995. In den ersten zwei Jahren der Azrael-Comics ist Rollo, ein geisteskranker Sektierer, der meist hinter den Kulissen agiert, Azraels Hauptwidersacher. Rollo stirbt schließlich in Azrael #26, als Azrael das Hauptquartier des Ordens, ein in einer unterirdischen Höhle errichtetes Schloss aus Eisblöcken, zerstört.

### Calibax
Calibax ist ein geisteskranker Mörder und Kannibale, der erstmals in Azrael #27 vom März 1997 vorgestellt wird (Autor: D. O’Neil; Zeichner: B. Kitson).
Azrael trifft erstmals auf Calibax, einen riesenhaften Mann mit gewaltiger Statur und immensen Körperkräften, als er in die Nervenheilanstalt Arkham einbricht, um den Grey Abbot, der zu dieser Zeit dort in Behandlung ist, zu besuchen. Wie sich Verlauf dieser Geschichte herausstellt ist Calibax wie Azrael ein Zögling des Ordens von Sankt Dumas, den der Orden vom Kindesalter an bewusst zu einer lebendigen Waffe herangezüchtet hat: zu diesem Zweck wurde er als Kind systematisch verstört und zum Psychopathen herangebildet. Als Erwachsener ist Calibax, der eigentlich Charles heißt, ein grausamer und gewalttätiger Mann, der anderen Menschen grundlos auflauert, sie ermordet und ihre Leichen verspeist. Calibax auffälligste äußere Merkmale sind sein grimassenhaft verzerrtes, einem Gorilla ähnelndes, Gesicht sowie eine Tätowierung in seinem Gesicht, die phantasievoll gewundene Muster abbildet. Nach ihrem ersten Zusammentreffen in Arkham (#27 und #28) begegnen sich Azrael und Calibax noch zweimal: einmal als Calibax infolge eines Erdbebens aus Arkham fliehen kann, woraufhin Azrael ihn in die Karibik verfolgt und zur Strecke bringt (#44-46); und zum zweiten Mal, als Azrael Calibax – der erneut geflohen ist – zur Strecke bringt, nachdem dieser sich als kannibalischer Einsiedler in einer Ruine den Slums von Gotham niedergelassen hat (#53-56).

### Charlton LeHah
Charlton LeHah ist ein Schweizer Geschäftsmann und Waffenschmuggler, der sein Unwesen in Gotham City treibt. LeHah ist neben Nicholas Scratch einer der beiden Erzfeinde von Batmans Verbündetem Azrael. Er wurde erstmals in dem Heft Sword of Azrael #1 von 1992 vorgestellt (Autor: Dennis O’Neil, Zeichner: Joe Queseda).
LeHah ist ein durchschnittlich großer, stark übergewichtiger Mann mit weißem Haar. Sein besonderes Merkmal ist eine seine linke Gesichtshälfte senkrecht durchziehende Narbe, die er sich in einem Kampf mit Azrael zuzog, bei dem er auch sein linkes Auge verlor. Infolge von alchemistischen Selbstversuchen ist seine linke Gesichtshälfte in späteren Geschichten kreideweiß gefärbt.
Charlton LeHah war ein Schweizer Geschäftsmann, der als Anhänger des geheimen Ordens von Sankt Dumas mit der Verwaltung der Finanzangelegenheiten des Ordens betraut wurde. In dieser Funktion finanzierte LeHah unter anderem die fehlgeschlagene Revolution gegen die Militärjunta auf der Karibikinsel Santa Prisca. Während dieser Zeit lernte LeHah unter anderem den amerikanischen Arzt Doktor Thomas Wayne, den britischen Söldner Sir Edmund Dorance und eine einheimische Revolutionärin kennen, mit der er eine kurze Affäre hatte. Aufgrund seiner Verbindung zu dieser Frau wurde LeHah eine Zeit lang für den Vater ihres Sohnes, des Terroristen Bane gehalten. In späteren Geschichten stellte sich jedoch Dorrance als Banes Vater heraus.
In Sword of Azrael #1 beschließt LeHah sich selbständig zu machen und einen eigenen Waffenschieberring mit Operationszentrum in Gotham City zu gründen. Hierzu nutzte er Finanzmittel von Sankt Dumas. Als der Orden den Auftragsmörder Ludowig Valley in der Verkleidung des „Racheengels“ Azrael ausschickt, um LeHah zu töten, gelingt es diesem, seinem Angreifer zuvorzukommen. Er attackiert Azrael mit Spezialmunition, die dessen eigentlich kugelsicheres Kostüm durchdringt und ihn schwer verletzt, wobei dieser ihm durch einen Schwerthieb ins Gesicht seine charakteristische Narbe beibringt. Als Azrael/Valley bei seiner Flucht aus LeHahs Penthouse-Apartment in einen Karnevalsumzug stürzt, was eine Massenpanik auslöst, bei der mehrere Menschen ums Leben kommen, beginnt Batman die Spur des „gefallenen Engels“ aufzunehmen. Später verbünden sich Valleys Sohn Jean Paul – dem dieser vor seinem Tod das Azrael-Kostüm übergeben hatte – und Batman, um LeHah das Handwerk zu legen. Sie stellen LeHah in einer Fabrikanlage in Texas, wo er allem Anschein nach bei einer Explosion stirbt.
In einer späteren Geschichte kehrt der Totgeglaubte jedoch zurück: Inzwischen hat er sich nach eigener Aussage dem Dämonen Biis, dem mythischen Gegenspieler von Sankt Dumas, zugewandt. Es kommt in der Folge zu mehreren weiteren Auseinandersetzungen von LeHah mit Azrael. In der letzten Ausgabe der Serie kommt er schließlich ums Leben (Azrael #100).

### Grey Abbot
Der Grey Abbot ist ein Angehöriger des Ordens von Sankt Dumas, den Azrael erstmals im Hauptquartier des Ordens unter der nordafrikanischen Wüste trifft. Dort beaufsichtigt der religiöse Fanatiker die Zucht der zukünftigen Krieger des Ordens, die in Brutkästen künstlich heranwachsen werden. Nachdem Azrael, die Zuchtstätte des Ordens zerstört wird der Abbot verhaftet und in die Nervenheilanstalt Arkham in Gotham City eingewiesen.

### Alvin Kothers
Alvin Kothes ist ein geisteskranker ehemaliger Medizinstudent, mit dem Azrael es in Azrael: Agent of the Bat #54 und #55 zu tun bekommt. Kothers ermordet in diesen Heften alte Leute, Obdachlose und Behinderte, um sie so vom „Leiden ihres Daseins“ zu befreien. Die Methode des Tötens ist dabei denkbar phantasievoll: Er schlitzt ihnen am Ende einer kleinen Tanzeinlage, die er rituell darbietet, bevor er zum Mord schreitet, mit Hilfe von Klingen, die er unterhalb seiner Schuhe montiert hat, die Kehle durch. Kothers, der aufgrund seines eigenartigen Modus Operandi auch als „Death Dancer“ bezeichnet wird, tötet seine Opfer in der Annahme, ihnen einen Gefallen zu tun. Beim Versuch, Azraels auf einen Rollstuhl angewiesene Freundin Barbara Gordon zu ermorden, wird Kothers schließlich von diesem überwältigt und verhaftet.

### Nicholas Scratch
Nicholas „Nick“ Scratch ist ein krimineller Rockmusiker mit dem Azrael und sein Mentor Batman es mehrmals zu tun bekommen. Scratch der dem Sänger Marilyn Manson nachempfunden ist, tritt erstmals in Azrael #47 von 1998 auf (Autor: D. O’Neil, Zeichner: R. Robinson) und entwickelt sich neben LeHah zu Azraels zweitem Hauptgegner.
In seiner Debütgeschichte wird Scratch als ein Astronom vorgestellt, der äußerlich dem Stereotyp eines Nerds entspricht: Er ist dick, trägt eine Brille, ist schlecht angezogen und täppisch um Umgang mit anderen Leuten. Als er bei seiner Arbeit an einem Weltraumteleskop von einem außerirdischen Lichtstrahl getroffen wird, setzt eine Verwandlung ein: Optisch entwickelt Scratch sich Schritt um Schritt zu einem gutaussehenden, hochgewachsenen, sportlichen Mann mit attraktiven Gesicht. Darüber hinaus entwickelt er über Nacht ein monströses Charisma: Fortan ist er geistvoll, witzig und in der Lage andere Menschen durch eine hypnotische Rednergabe dazu zu bewegen genau das zu tun, was seinem Willen entspricht.
Scratch nutzt seine Verwandlung um eine Karriere als Punk-Rockmusiker einzuschlagen: Er gründet eine Band und wird – nicht zuletzt aufgrund seiner optischen Auffälligkeit (mit einer schrillen Verkleidung, markanten Tattoos (auch im Gesicht) und einer wilden Frisur) – rasch zu einem Star der Musikszene und einem Liebling der Medien. Hinter der Fassade des respektablen „Künstlers“ baut Scratch jedoch eine kriminelle Organisation auf, wobei ihn die sogenannten Scratch-Men unterstützen. Bei diesen handelt es sich um eine Gruppe von Helfershelfern die Scratch in seinem Labor durch fragwürdige Experimente künstlich erschaffen hat: Anstatt von menschlichen Gesichtern besitzen die Scratch-Men starre Teufelsmasken, die organisch in ihrem Schädel verwachsen sind, als Physiognomie.
Während der Weg ins Niemandsland-Storyline benutzt Scratch seinen öffentlichen Einfluss dazu, um den amerikanischen Kongress von der Notwendigkeit zu überzeugen, Gotham City aus dem Gebietsverband der USA zu entlassen und zum Niemandsland zu erklären. Um dieser Forderung Nachdruck zu verleihen, bezahlt er heimlich verschiedene Söldnern wie Gearhead, Tumult und den Dynamiter um die verwüstete Stadt durch eine Reihe von Terroranschlägen weiter in Atem zu halten: So soll die Unmöglichkeit unterstrichen werden, Ordnung in Gotham City herzustellen, und die Entscheidung des Kongress zugunsten einer Entlassung der Stadt bestärkt werden. Scratchs Anstrengungen tragen schließlich Früchte und Gotham wird tatsächlich zum Niemandsland erklärt. Sein Versuch, die Herrschaft über die verlassene Stadt zu übernehmen, wird jedoch von Azrael und Batgirl verhindert, die ihn besiegen und gefangen nehmen. Später kehrt Scratch zurück und liefert sich einen finalen Endkampf mit Azrael, bei dem scheinbar beide ums Leben kommen (Azrael #100).